# Mitrophora patula
Mitrophora patula är en svampart som först beskrevs av Christiaan Hendrik Persoon, och fick sitt nu gällande namn av Joseph-Henri Léveillé 1846. Mitrophora patula ingår i släktet Mitrophora och familjen Morchellaceae.  Arten är reproducerande i Sverige. Inga underarter finns listade i Catalogue of Life.
I den svenska databasen Dyntaxa används istället namnet Lachnum patulum för samma taxon.  Arten är reproducerande i Sverige.